# Alan Kelly Sr
Pour les articles homonymes, voir Alan Kelly (homonymie) et Kelly.
Alan Kelly, Sr. est un footballeur irlandais, né le 5 juillet 1936 à Dublin et mort le 20 mai 2009 à Rockville. Il jouait au poste de gardien de but d’abord dans le club dublinois de Drumcondra FC puis dans le club anglais de Preston North End. Après sa carrière de joueur, il devint entraineur à Preston North End, puis prend en main l’équipe nationale d'Irlande.
Alan Kelly joue sa première de ses 47 sélections en équipe nationale en 1958 lors d’un match éliminatoire de la Coupe du monde de football 1958 contre l'Angleterre.

## Sa carrière de joueur à Preston
Il fait ses débuts à Preston North End le 28 janvier 1961  dans un match de la Coupe d’Angleterre contre Swansea City FC. Il ne devint titulaire dans les buts que l’année suivante. Au total, il a joué 513 matches (un record pour le club) sur une période de 14 ans. En 1964 il est de l’équipe qui atteint la finale de la Coupe d’Angleterre (défaite contre West Ham).
Il est nommé joueur de l’année pour le club de Preston en 1967-1968.
Une blessure au genou en 1973 met un terme à sa carrière. Son dernier match a lieu en 1973 contre Bristol City.

## Sa carrière d’entraîneur
Après son retrait en tant que footballeur, il intégra l’encadrement de Preston et devint l’assistant de Nobby Stiles en 1977. En 1980, il est nommé entraîneur de l’équipe nationale d’Irlande. Son contrat fut de très courte durée : il ne dirigea en effet qu’un seul match contre les États-Unis. En 1983, il est nommé manager de Preston North End. Après une période de mauvais résultat, il démissionne en février 1985.
En 1985, son fils Allan Kelly, Jr., suivant ses traces, débute dans les buts de Preston.
En 2001, la troisième tranche de rénovation de Deepdale, le stade de Preston North End, est dénommé Alan Kelly Town End, en hommage à l’ancien joueur et manager du club.

## Sources
- (en) Stephen McGarrigle, The Complete who's who of Irish international football : 1945-1996, Edimbourg, Mainstream Publishing, octobre 1996, 237 p. (ISBN 1-85158-894-9), p. 104-105